# Ute Noack (Skilangläuferin)
Ute Noack, verh. Lindner (* 27. Dezember 1961 in Annaberg-Buchholz) ist eine ehemalige DDR-Sportlerin im Skilanglauf. Sie gewann die Bronzemedaille mit der 4 × 5-km-Staffel während der Nordischen Skiweltmeisterschaft 1985 in Seefeld. Bei den Olympischen Winterspielen 1984 wurde sie Achte beim 5-km-Langlauf der Frauen.
Während ihrer Leistungssportkarriere wurde ihr das Dopingmittel Oral-Turinabol verabreicht. Als sie sich wegen Unverträglichkeiten weigerte, die Pillen zu nehmen, wurden ihr die Anabolika heimlich in Vitamintrunks gegeben. Sie hat einen schwerbehinderten Sohn, der an angeborener Muskelatrophie leidet.